# 丘為
丘 為（きゅう い、生没年不詳）は、中国・唐の詩人。蘇州嘉興県の出身。

## 略歴
天宝2年（743年）、進士に及第、太子右庶子にまで進んだ。
継母に孝行を尽くしたことで名高く、退官の時は八十余歳であったが、母は猶健在であり、退官の後は特に俸禄の半額を支給された。
卒年は96歳。

## 詩人としての彼
彼の作品に、『左掖梨花』（五言絶句）がある。
| 左掖梨花   |                                                         |
| 冷艶全欺雪 | 冷艶（れいえん） 全く雪を欺き                           |
| 余香乍入衣 | 余香（よこう） 乍（たちま）ち衣に入（い）る             |
| 春風且莫定 | 春風（しゅんぷう） 且（しばら）く定まること莫（な）かれ |
| 吹向玉階飛 | 吹かれて玉階（ぎょくかい）に向かって飛ばん              |